# Eois cinerascens
Eois cinerascens är en fjärilsart som beskrevs av W. Warren 1907. Eois cinerascens ingår i släktet Eois och familjen mätare. Inga underarter finns listade i Catalogue of Life.